# Komplot in Caïro
Komplot in Caïro is een spionageroman van auteur Gérard de Villiers en het 61e deel uit de S.A.S.-reeks met als protagonist de Oostenrijkse prins en freelance CIA-agent Malko Linge.

## Het verhaal
In Caïro komen hotelgasten om het leven bij een zelfmoordactie door een buikdanseres. De CIA vermoedt dat de aanslag is gepleegd om het land destabiliseren. De CIA vermoedt een grote samenzwering.
Egypte bevat twee typen fanatici: zij die dromen van het martelaarschap en zij die dromen van absolute macht en in het hedendaagse Egypte gaan deze uitersten hand in hand.
Malko vertrekt naar Caïro om de plannen van de samenzwering bloot te leggen en mogelijk te voorkomen dat de plannen ten uitvoer worden gebracht.

## Personages
- Malko Linge, Oostenrijkse prins en CIA-agent.

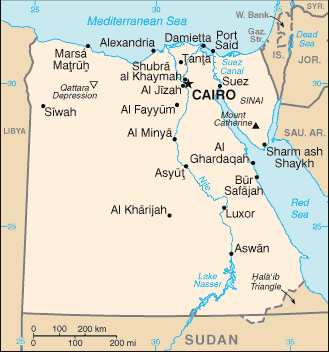
Overzichtskaart van Egypte.